# انقلاب گل لاله
انقلاب گل لاله یا انقلاب تولیپ (انگلیسی: Tulip Revolution) یا انقلاب اول قرقیز انقلابی بود که در سال ۲۰۰۵ روی داد و به برکناری (اسمی:استعفای) عسکر آقایف، رئیس‌جمهور قرقیزستان منجر شد. این انقلاب پس از انتخابات مجلس قرقیزستان در ۱۳ مارس ۲۰۰۵ شروع شد. انقلابیون به فساد و اقتدارگرایی آقایف، خانواده‌اش و حامیانش اعتراض داشتند. آقایف به قزاقستان و سپس به روسیه گریخت. در ۴ آوریل ۲۰۰۵، در سفارتخانه قرقیزستان در مسکو، آقایف استعفای خودش را در محضر نماینده مجلس قرقیزستان امضا کرد. استعفا در ۱۱ آوریل ۲۰۰۵ توسط مجلس موقت قرقیزستان تأیید شد.